# Walls (álbum de Barbra Streisand)
Walls é o 36.º álbum de estúdio da cantora estadunidense Barbra Streisand, lançado em 2 de novembro de 2018, pelo selo Columbia Records.
As canções tem teor político e Streisand é compositora de três das faixas. Em entrevista ao The New York Times, revelou que passava noites em claro, lembrando das atrocidades que o então presidente, Donald Trump, costumava a dizer, e como devia um álbum a Columbia, resolveu fazê-lo baseado nas suas inquietudes e desgostos, bem como sua esperança em relação a mudança e a democracia.
Segundo a cantora: "Esses tempos difíceis me deram energia. Eu me senti realmente passional sobre isso. A música sempre me deu uma forma de expressar meus sentimentos. Sou grata de ter isso na minha vida". O título faz alusão às frequentes propostas de Trump à construção de uma barreira na fronteira com o México.
"What's On My Mind", foi a primeira canção a ser escrita, Streisand revelou que: "É uma faixa sobre como a nossa diversidade é a nossa força. É sobre imigração, mas não quis ser muito óbvia sobre isso. A letra precisava ser universal". O primeiro single é "Don't Lie to Me", no qual faz críticas aos dois primeiros anos da administração de Trump, Uma versão cover de "Imagine" de John Lennon foi incluída junto a "What a Wonderful World", os dois clássicos se misturam para compor uma mensagem de aceitação e pacifismo.
A recepção da crítica foi favorável, no site Metacritic, recebeu 84 pontos de um total de 100, a partir de avaliações dos usuários e quatro análises de críticos de música. A revista Rolling Stone o incluiu na lista de final de ano: The 20 Best Pop Albums of 2018. Recebeu uma nomeação ao Grammy Awards de 2020, na categoria de Melhor Álbum Vocal de Pop Tradicional, a vitória foi de Elvis Costello, por Look Now, do mesmo ano.
Comercialmente, estreou na 12ª posição na Billboard 200, dos Estados Unidos, mas depois desapareceu das paradas, tornando-se um dos menos vendidos de sua carreira no país. No entanto, conseguiu atingir a sexta posição na UK Albums Chart, vendendo 15,604 cópias, sendo seu trigésimo sexto top 75 e décimo quinto top 10 no Reino Unido. Na Austrália, estreou na sétima posição na ARIA Albums Chart.

## Lista de faixas
- Créditos adaptados do encarte do CD Walls, de 2018.[12]

| N.º | Título                             | Compositor(es)                                              | Duração |  |
| 1.  | "What's On My Mind"                | Barbra Streisand Carole Bayer Sager Jonas Myrin Jay Landers | 5:16    |  |
| 2.  | "Don't Lie to Me"                  | Barbra Streisand John Shanks Myrin Landers                  | 3:57    |  |
| 3.  | "Imagine / What a Wonderful World" | John Lennon Yoko Ono Bob Thiele George David Weiss          | 5:20    |  |
| 4.  | "Walls"                            | Walter Afanasieff Alan Bergman Marilyn Bergman              | 3:54    |  |
| 5.  | "Lady Liberty"                     | Desmond Child                                               | 3:52    |  |
| 6.  | "What the World Needs Now"         | Burt Bacharach Hal David                                    | 4:36    |  |
| 7.  | "Better Angels"                    | Bayer Sager Myrin Landers                                   | 4:08    |  |
| 8.  | "Love's Never Wrong"               | Steve Dorff Marty Panzer Landers                            | 4:06    |  |
| 9.  | "The Rain Will Fall"               | Barbra Streisand Myrin Charlie Midnight Landers             | 4:42    |  |
| 10. | "Take Care of This House"          | Leonard Bernstein Alan Jay Lerner Landers David Pack        | 4:10    |  |
| 11. | "Happy Days Are Here Again"        | Milton Ager Jack Yellen                                     | 4:10    |  |

## Tabelas semanais
| Tabela musical (2014-15)              | Melhor posição |
| ------------------------------------- | -------------- |
| Austrália (ARIA)                      | 7              |
| Áustria (Ö3 Austria Top 40)           | 18             |
| Bélgica (Ultratop Flandres)           | 50             |
| Bélgica (Ultratop Valônia)            | 37             |
| Canadá (Billboard)                    | 33             |
| República Tcheca (ČNS IFPI)           | 59             |
| Países Baixos (Dutch Charts)          | 15             |
| França (SNEP)                         | 145            |
| Alemanha (Offizielle Deutsche Charts) | 34             |
| Irlanda (IRMA)                        | 34             |
| Itália (FIMI)                         | 58             |
| Nova Zelândia (RMNZ)                  | 38             |
| Escócia (Official Scottish Albums)    | 9              |
| Espanha (PROMUSICAE)                  | 16             |
| Suíça (Schweizer Hitparade)           | 19             |
| Reino Unido (Official Albums Chart)   | 6              |
| Estados Unidos (Billboard 200)        | 12             |

## Certificações e vendas
| País              | Certificação | Vendas |
| ----------------- | ------------ | ------ |
| Reino Unido (BPI) | Prata        | 60,000 |